# Прапор Намібії
Прапор Намібії — один з офіційних символів держави Намібія. Був прийнятий 21 березня 1990 року.
Основні кольори були запозичені з прапора SWAPO («Організація народів Південно-західної Африки»), найпотужнішого націоналістичного руху країни, який був прийнятий в 1971 році і містив горизонтальні смуги синього, червоного і зеленого кольорів. Ці кольори є найзначнішими для овамбо — найчисленнішої етнічної групи країни.
Вважається, що сонце символізує життя і енергію. Золотисто-жовтий колір — пустелю Наміб, синій, — підгір'я і Атлантичний океан, а також значущість води в посушливому кліматі. Червоний колір втілює народ, його героїзм і рішучість побудувати майбутнє з рівними можливостями для всіх. Зелений — символ природних ресурсів, білий, — світла і єдності.

## Історичні прапори

Прапор Німецької імперії
Прапор Колоніального відомства Рейху[en], який використовувався в Німецькій Південно-Західній Африці з 24 квітня 1884 по 9 липня 1915.
Пропонований прапор Німецької Південно-Західної Африки.
Прапор Південно-Західної Африки з 1915 по 28 червня 1919.
Торговий прапор Південно-Західної Африки з 1915 по 1928.
Прапор Південно-Західної Африки з 1928 по 1982 під мандатом і опікою Південної Африки.
Прапор Південно-Західної Африки з 1982 по 1990 під мандатом і опікою Південної Африки.
Прапор СВАПО використовувався в ООН з 1976 по 21 березня 1990.